# فيليزاردا خورخي
فيليزاردا خورخي (بالبرتغالية: Felizarda Jorge) مواليد 23 فبراير 1985 في لواندا، هي لاعبة كرة سلة أنغولية. بدأت مسيرتها الاحترافية في سنة 2002. تلعب مع إنتر كلوب. وتحمل الرقم 13. مثلت منتخب بلادها. شاركت في دورة الألعاب الأولمبية الصيفية سنة 2012. حققت المركز الأول في بطولة أمم أفريقيا لكرة السلة للسيدات 2011.

## سجل المنافسة
شاركت في المنافسات التالية:
- الألعاب الأولمبية الصيفية 2012
- بطولة أمم أفريقيا لكرة السلة للسيدات 2009
- بطولة أمم أفريقيا لكرة السلة للسيدات 2011
- بطولة أمم أفريقيا لكرة السلة للسيدات 2013

## الميداليات
| الميدالية | المسابقة                                  |
| --------- | ----------------------------------------- |
| ذهبية     | بطولة أمم أفريقيا لكرة السلة للسيدات 2011 |
| ذهبية     | بطولة أمم أفريقيا لكرة السلة للسيدات 2013 |

## روابط خارجية
- فيليزاردا خورخي على موقع الاتحاد الدولي لكرة السلة (الإنجليزية)
- فيليزاردا خورخي على موقع كرة السلة الأوروبية.كوم (الإنجليزية)
- فيليزاردا خورخي على موقع بروبوليرز (الإنجليزية)
- فيليزاردا خورخي على موقع سبورتس رفرنس (الإنجليزية)
- فيليزاردا خورخي على موقع اللجنة الأولمبية الدولية (الإنجليزية)
- فيليزاردا خورخي على موقع أوليمبيديا (الإنجليزية)